# Zdeňka Pelnářová
Zdeňka Pelnářová (24. června 1939 – 23. června 2011) byla česká a československá politička Komunistické strany Československa a poslankyně Sněmovny lidu Federálního shromáždění za normalizace.

## Biografie
K roku 1971 se profesně uvádí jako členka JZD. Šlo o JZD v obci Milavče.
Ve volbách roku 1971 zasedla do Sněmovny lidu (volební obvod č. 42 - Domažlice, Západočeský kraj). Ve FS setrvala do konce funkčního období, tedy do voleb roku 1976.